# François Gangloff
François Gangloff (Bischheim, Francia, 11 de julio de 1898-Estrasburgo, Francia, 3 de enero de 1967) fue un gimnasta artístico francés, subcampeón olímpico en 1924 en el concurso por equipos.

## Carrera deportiva
En los JJ. OO. de París 1924 gana la plata en el concurso por equipos, de nuevo tras los italianos y por delante de los suizos, siendo sus compañeros en esta ocasión: Léon Delsarte, Eugène Cordonnier, Jean Gounot, Arthur Hermann, André Higelin, Joseph Huber y Albert Séguin. También gana medalla de plata en salto de potro lateral.